# Adh-Dhariyat
Adh-Dhariyat (I Venti che Disperdono) è la cinquantunesima Sura del Corano, una sura meccana composta da 60 versetti. Il nome della sura si riferisce al vento, uno dei segni della potenza di Allah menzionati nella sura. Questa sura tratta vari temi, inclusi la creazione, la resurrezione, la verità del Corano e l'avvertimento per gli increduli.

## Contenuto

### La Creazione e i Messaggeri
Versetti 1-6: La sura inizia con un invito alla riflessione sulla creazione e sulla verità dei messaggeri inviati da Allah. Si afferma che il Corano è una rivelazione divina e che gli increduli saranno sorpresi dalla verità del Giorno del Giudizio.

### La Verità del Corano
Versetti 7-8: Si afferma che il Corano è una rivelazione chiara e veritiera e che gli increduli saranno sorpresi dalla sua verità e dalla loro negazione.

### La Rivelazione Divina e la Risurrezione
Versetti 9-23: Viene esaltata la rivelazione divina e la creazione come segni del potere di Allah. Si descrive il destino dei popoli precedenti che hanno respinto i loro profeti e si avverte che gli increduli subiranno la stessa sorte.

### Il Paradiso e l'Inferno
Versetti 24-30: Si descrivono le scene del Paradiso e dell'Inferno e la ricompensa per i credenti e la punizione per gli increduli. Si avverte che gli increduli saranno tormentati nell'Inferno per la loro negazione della verità.

### L'Invito alla Riflessione
Versetti 31-60: Viene ribadito l'invito alla riflessione sulla creazione, sulla verità del Corano e sulla realtà del Giorno del Giudizio. Si avverte che gli increduli verranno sorpresi dalla loro negazione e saranno incapaci di sfuggire alla punizione di Allah.

## Analisi
La Sura Adh-Dhariyat offre un invito alla riflessione sulla creazione, sulla verità del Corano e sulla realtà del Giorno del Giudizio. Attraverso la narrazione dei popoli precedenti, la sura avverte gli increduli che saranno tormentati nell'Inferno per la loro negazione della verità.
Inoltre, la sura sottolinea che il Corano è una rivelazione chiara e veritiera e che gli increduli saranno sorpresi dalla sua verità e dalla loro negazione. È un richiamo alla riflessione, alla fede e alla sottomissione alla volontà di Allah.